# Прионија
Прионија (грч. Πριόνια) је насељено место у општини Гребен у периферији Западна Македонија, Грчка. Према попису из 2021. године било је 63 становника.
Према бугарском географу и историчару, Василу Канчову, у Прионији је 1900. године живело 150 Аромуна. Село се раније звало Бозово.